# The Idolmaster Platinum Stars
The Idolmaster Platinum Stars es un videojuego de simulación japonés en la serie The Idolmaster, desarrollado y distribuido por Bandai Namco Entertainment. Fue lanzado para la PlayStation 4 el 28 de julio de 2016. Una versión del juego en coreano y en chino tradicional fue lanzada el 28 de septiembre de 2016.

## Jugabilidad
El jugador interpreta a un productor de 765 Production. A diferencia de los trabajos anteriores en la serie Idolmaster, el argumento está reconstruido y no tiene conexión con los demás trabajos. Sin embargo, las personalidades y apariencias de las idols permanecen intactas.
En el juego, 765 Production es una agencia de talentos a pequeña escala. El director decide crear un campo de entrenamiento para las idols. El jugador es el productor, y se le requerirá comunicarse con las idols y liderar su entrenamiento para llegar a la última fase.

## Desarrollo
En la conferencia de prensa de SCEJA 2013, Bandai Namco Entertainment anunció que se haría un juego de Idolmaster para PlayStation 4. A continuación, se mostró un video promocional del juego en el concierto The Idolmaster Master of Idol World!! en julio de 2015. En enero de 2016, Famitsu reveló el nombre del videojuego, y anunció que el 60% del juego había sido desarrollado.

## Recepción
El juego recibió un puntaje de 34 de 40 de la revista de videojuegos japonesa Famitsu.